# グリーンランド -地球最後の2日間-
『グリーンランド -地球最後の2日間-』（グリーンランド ちきゅうさいごのふつかかん、Greenland）は、2020年にアメリカ合衆国（米国）で公開されたSFパニック映画。クリス・スパーリング脚本、リック・ローマン・ウォー監督。突如現れた彗星の地球落下による人類の絶滅危機までの48時間を、巨大地下シェルターがあるグリーンランドを目指す一家の目線で描く。出演はジェラルド・バトラーやモリーナ・バッカリンなど。

## ストーリー
アメリカ合衆国ジョージア州に住む建築技術者のジョン・ギャリティは、最近発見されるも特に危険はないとされる彗星クラークの破片が地球に落ちるライブ映像を近所の人々と一緒に見るために、疎遠になりつつある妻アリソンと息子ネイサンの待つ家に帰る。
スーパーマーケットで買い物をしている時、シェルターに避難させる対象としてジョンと家族が選ばれたと言う政府の通知がスマートフォンに届く。家に帰り、近所の人々と一緒に破片の落下をテレビで見る。事前には危険はないと発表されていたにもかかわらず、破片の一つはフロリダ州をほぼ破壊する。さらに政府の通知が届き、彗星クラークは地球を直撃する軌道に乗っており、全地球上生物を絶滅させるに足るサイズの破片が何百も次の二日間で地上に落ちると警告し、バッグひとつだけを持って近くのロビンス空軍基地に向かうよう指示する。ジョン、アリソン、ネイサンは急いで荷造りをして家を出る。近所の誰も一緒に連れて行くことはできない。
ジョン一家はロビンス空軍基地に入り、避難対象者であることを証明するリストバンドをつけられる。糖尿病であるネイサンのインシュリンを車に忘れてきたことに気づき、ジョンは車に戻る。だが病人は避難させられないと告げられ、アリソンとネイサンは基地から追い出される。ジョンは基地内に戻り飛行機に乗るも、妻子とはぐれることを恐れて飛び降りる。パニックになった群衆が基地内に侵入し、銃撃が起き燃料漏れのために飛行機が爆発する。車に戻ったジョンはアリソンのメモを見つけ、ケンタッキー州レキシントンの実家に向かったと知る。
アリソンとネイサンは、略奪されたドラッグストアに入り、インシュリンを見つける。二人は夫婦の車にヒッチハイクするも、リストバンドに気づかれて、ネイサンは誘拐され、アリソンはリストバンドを奪われて取り残される。夫婦は基地に行き、ネイサンを自分たちの子と偽り、妻がアリソンのリストバンドをつけて避難対象者であると偽ろうとする。だがネイサンが嘘を暴露して夫婦は逮捕され、ネイサンは保護される。アリソンは基地に行き、ネイサンと再会する。
ジョンはトラックをヒッチハイクすると、そのトラックは、シェルターがあるはずのグリーンランドに向かう民間航空機に乗るためにカナダのオンタリオ州に向かっていると聞く。男がジョンのリストバンドを奪おうとして乱闘になり、トラックは横転し、ジョンは男を殺さざるを得ない。ジョンは車を盗んでアリソンの父デイルの家に来る。アリソンとネイサンもたどり着く。ギャリティ一家はカナダからグリーンランドに行こうとするが、デイルは留まりトラックを与える。一家が北へ向かう途中、溶けた破片の雨が降り注ぎ、一家はアンダーパスの下にもぐってやり過ごし、カナダへ向かう。14kmの直径を持つ最大の破片が、西ヨーロッパに落ちる予測を聞く。一家はオンタリオ州の空港に着き、離陸直前の民間飛行機に乗せてもらう。
飛行機はグリーンランド上空に着くも、破片落下の衝撃波で飛行機は故障し、不時着せざるを得ない。一家を含む生存者たちは軍のトラックを見かけ、最大の破片が落下する直前にシェルターに入る。9か月後、地下シェルターの生存者は無線で他の生存者を探し、世界の各所から応答を得る。生存者たちは地下シェルターを出て、大気が元の状態に戻りつつあると聞く。

## キャスト
※括弧内は日本語吹替の担当声優
- ジョン・ギャリティ：ジェラルド・バトラー（宮内敦士）

建築技術者。
- アリソン・ギャリティ：モリーナ・バッカリン（林真里花）

ジョンの妻。しかしジョンとは疎遠。家にランニングマシンを設置するスポーツウーマンで身長170cmある。
- ネイサン・ギャリティ：ロジャー・デール・フロイド（杉山里穂）

ジョンとアリソンの息子。両親との仲は良いが、それだけに両親同士が疎遠であることを子供ながらに複雑に感じている。糖尿病を患っている。
- デイル：スコット・グレン（仲野裕）

アリソンの父。
- ラルフ・ヴェント：デヴィッド・デンマン（綿貫竜之介）

ネイサンを誘拐した男。
- ジュディ・ヴェント：ホープ・デイヴィス（塙英子）

ラルフの妻。
- コリン：アンドリュー・バチェラー（中野泰佑）
- ブリーン少佐：メリン・ダンジー（英語版）（桜岡あつこ）

ロビンス空軍基地の少佐。
- エド・プルーイット：ゲイリー・ウィークス（英語版）
- ペギー・プルーイット：トレイシー・ボナー
- デブラ・ジョーンズ：クレア・ブロンソン

エリーの母親。
- エリー・ジョーンズ：マディソン・ジョンソン

ネイサンと仲が良い。
- ボビー：ランダル・ゴンザレス
- ケニー：スコット・ポイスレス
- パイロット：ホルト・マッキャラニー

## 制作
2018年5月13日、ニール・ブロムカンプ監督の新作映画にクリス・エヴァンスが出演することになったと報じられたが、後に両名とも降板することになった。2019年2月、リック・ローマン・ウォーが監督に起用されると共に、ジェラルド・バトラーが本作の出演交渉に臨んでいるとの報道があった。6月18日、モリーナ・バッカリンの起用が発表された。24日、本作の主要撮影が始まった。7月、スコット・グレン、アンドリュー・バチェラー、ロジャー・デール・フロイドの出演が決まった。8月、デヴィッド・デンマンがキャスト入りした。11月、デヴィッド・バックリーが本作で使用される楽曲を手掛けることになった。

## 公開・マーケティング

### アメリカ合衆国
2019年3月14日、STXエンターテインメントが本作の全米配給権を獲得したと報じられた。2020年6月25日、本作のオフィシャル・トレイラーが公開された。7月29日、本作はベルギーで封切られた。
当初、本作は2020年7月31日に全米公開される予定だったが、後に公開日は同年8月14日→年内と延期されていった。10月1日、STXエンターテインメントはアメリカを含むいくつかの国で本作を劇場公開することを断念し、ストリーミングサービスを通して配信すると発表した。

### 日本
2021年3月12日、邦題が『グリーンランド－地球最後の2日間－』に決まり、6月4日に日本公開されることが発表された。

#### テレビ放送
| 回 | 放送日        | 放送時間（JST）   | 放送局     | 放送枠             | 備考         |
| -- | ------------- | ----------------- | ---------- | ------------------ | ------------ |
| 1  | 2023年3月30日 | 木曜13:40 - 15:40 | テレビ東京 | 午後のロードショー | 地上波初放送 |

## 作品の評価
Rotten Tomatoesによれば、批評家の一致した見解は「グリーンランドの彗星にご用心。ジェラルド・バトラーは地球を守るため、そして観客にありえないほど楽しい時間を見せてくれるためにやってきた。」であり、147件の評論のうち高評価は78%にあたる115件で、平均点は10点満点中6.4点となっている。
Metacriticによれば、25件の評論のうち、高評価は18件、賛否混在は6件、低評価は1件で、平均点は100点満点中64点となっている。